# Henri Pierre Ponthier de Chamaillard
Henri Pierre Charles Ponthier de Chamaillard, né le 7 février 1822 au Huelgoat (Finistère) et mort le 8 octobre 1904 à Quimper fut député du Finistère à l'Assemblée nationale entre le 8 février 1871 et le 7 mars 1876.

## Biographie
Henri Pierre Ponthier de Chamaillard, fils d'Henri Ponthier de Chamaillard (né vers 1785, décédé en 1874, conservateur des hypothèques) et d'Adine Nouvel de La Flèche, avocat à Quimper, épouse le 30 mars 1845 dans cette ville Adrienne Marie Eudoxie Briant de Penquelen, née le 18 juin 1825 à Lorient (Morbihan). En 1871, connu pour ses sentiments conservateurs et royalistes, il est élu député du Finistère, siégeant à l'Union des droites, mais il ne fit qu'un seul mandat. Son rôle y fut modeste, se bornant à présenter, au nom de la « commission d'enquête sur le 18 mars 1871 » un des rapports élaborés par cette commission et à voter constamment avec la droite, par exemple « pour la paix » en 1871, en faveur de l'abrogation des lois d'exil (loi du 8 juin 1871), l'instauration du septennat pour la présidence de la République, pour le ministère de Broglie et contre l'amendement Wallon, ainsi que contre les lois constitutionnelles de 1875.
Il est le père du peintre Ernest Ponthier de Chamaillard et du sénateur Henri Ponthier de Chamaillard.

## Sources
- « Henri Pierre Ponthier de Chamaillard », dans Adolphe Robert et Gaston Cougny, Dictionnaire des parlementaires français, Edgar Bourloton, 1889-1891 [détail de l’édition]